# Anpassungsgüte
Die Anpassungsgüte oder Güte der Anpassung (englisch goodness of fit) gibt an, „wie gut“ ein geschätztes Modell eine Menge von Beobachtungen erklären kann. Maße der Anpassungsgüte erlauben eine Aussage über die Diskrepanz zwischen den theoretischen Werten der untersuchten Zufallsvariablen, die aufgrund des Modells erwartet bzw. prognostiziert werden, und den tatsächlich gemessenen Werten.
Die Güte der Anpassung eines Modells an vorliegende Daten kann mit Hilfe statistischer Tests oder geeigneter Kennzahlen beurteilt werden.
Anpassungsmaße können beim Hypothesentest verwendet werden, um zum Beispiel auf Normalität in den Residuen zu testen, um zu prüfen, ob zwei Stichproben aus Grundgesamtheiten mit gleicher Verteilung stammen oder um zu testen, ob bestimmte Häufigkeiten einer bestimmten Verteilung folgen (siehe hierzu auch Pearsons Chi-Quadrat-Test).

## Regressionsanalyse

### Lineare Regression
Bei linearer Regression gibt es das Bestimmtheitsmaß {\displaystyle R^{2}}. Das Bestimmtheitsmaß {\displaystyle R^{2}=1-SQR/SQT} misst, wie gut die Messwerte zu einem Regressionsmodell passen (Anpassungsgüte). Es ist definiert als der Anteil der „erklärten Variation“ an der „Gesamtvariation“ und liegt daher zwischen:
- {\displaystyle 0\,\%} (oder {\displaystyle 0}): kein linearer Zusammenhang und
- {\displaystyle 100\,\%} (oder {\displaystyle 1}): perfekter linearer Zusammenhang.

Je näher das Bestimmtheitsmaß am Wert Eins liegt, desto höher ist die „Bestimmtheit“ bzw. „Güte“ der Anpassung. Ist {\displaystyle R^{2}=0}, dann besteht das „beste“ lineare Regressionsmodell nur aus dem Achsenabschnitt {\displaystyle {\hat {\beta }}_{0}}, während {\displaystyle {\hat {\beta }}_{1}=0} ist. Je näher der Wert des Bestimmtheitsmaß an {\displaystyle 1} liegt, desto besser erklärt die Regressionsgerade das wahre Modell. Ist {\displaystyle R^{2}=1}, dann lässt sich die abhängige Variable {\displaystyle Y} vollständig durch das lineare Regressionsmodell erklären. Anschaulich liegen dann die Messpunkte {\displaystyle (x_{1},y_{1}),\ldots ,(x_{n},y_{n})} alle auf der nichthorizontalen Regressionsgeraden. Somit liegt bei diesem Fall kein stochastischer Zusammenhang vor, sondern ein deterministischer.

## Anpassungstests
Ein Anpassungstest (englisch goodness-of-fit test) ist in der schließenden Statistik ein nichtparametrischer Hypothesentest, der die unbekannte Wahrscheinlichkeitsverteilung einer Zufallsvariablen auf (annäherndes) Folgen eines bestimmten Verteilungsmodells (z. B. häufig der Normalverteilung) prüfen soll. Es geht um die Hypothese, dass eine vorliegende Stichprobe aus einer Verteilung mit einer bestimmten Verteilungsfunktion stammt. Häufig wird dies durch asymptotische Betrachtungen der empirischen Verteilungsfunktion realisiert (siehe auch Satz von Glivenko-Cantelli). Bekannte Anpassungstests sind zum Beispiel:
- der Chi-Quadrat-Anpassungstest
- das Wahrscheinlichkeitsnetz
- die Box-Cox-Transformation
- der Kolmogorow-Smirnow-Anpassungstest
- der Shapiro-Wilk-Test
- der Anderson-Darling-Anpassungstest
- der Jarque-Bera-Test

### Beispiel
Beim Pearson-Chi-Quadrat-Test ist die Chi-Quadrat-Statistik, auch Chi-Quadrat-Summe genannt (englisch goodness of fit statistic) die Summe der durch die erwarteten Häufigkeiten geteilten quadrierten Differenzen zwischen den beobachteten und erwarteten Häufigkeiten:
{\displaystyle X^{2}=\sum _{i=1}^{n}{\frac {(O_{i}-E_{i})^{2}}{E_{i}}}=N\sum _{i=1}^{n}{\frac {\left(O_{i}/N-p_{i}\right)^{2}}{p_{i}}}}
{\displaystyle O_{i}} = Anzahl der Beobachtungen von Typ {\displaystyle i}
{\displaystyle N} = Gesamtanzahl der Beobachtungen
{\displaystyle E_{i}=Np_{i}} = Erwartete Häufigkeit von Typ {\displaystyle i}
{\displaystyle n} = Anzahl der Zellen in der Tabelle
Das Ergebnis kann mit der Chi-Quadrat-Verteilung verglichen werden, um die Anpassungsgüte zu bestimmen.

## Anpassungsmaße bei Strukturgleichungsmodellen
Bei der Strukturgleichungsmodellierung haben sich verschiedene Kriterien zur Bewertung der Anpassungsgüte etabliert:
- Chi-Quadrat-Wert
- Anpassungsgüteindex (engl. goodness-of-fit index, kurz: GFI)
- Bereinigter Anpassungsgüteindex (engl. adjusted goodness-of-fit index, kurz: AGFI)
- Komparativer Anpassungsindex (engl. comparative fit index, kurz: CFI)
- Normierter Anpassungsindex (engl. normed fit index, kurz: NFI)
- Quadratwurzel des mittleren Approximationsfehlerquadrats (engl. root mean square error of approximation, kurz: RMSEA)
- Standardisierte Quadratwurzel des mittleren Residuenquadrats (engl. standardized root mean square residual, kurz: SRMR)